# Jakubany
Jakubany (allemand : Jakobsau ) est un village de Slovaquie situé dans la région de Prešov.

## Histoire
Première mention écrite du village en 1322.

## Démographie

### Évolution de la population
| Année:               | 1994. | 2004.    | 2014.    | 2024.   |
| -------------------- | ----- | -------- | -------- | ------- |
| Nombre de personnes: | 2218  | 2488     | 2740     | 2924    |
| Différence:          |       | +12,17 % | +10,12 % | +6,71 % |

| Année:               | 2023. | 2024.   |
| -------------------- | ----- | ------- |
| Nombre de personnes: | 2915  | 2924    |
| Différence:          |       | +0,30 % |